# Mehmed I.
Mehmed I. Çelebi (turško چلبی محمد, I.Mehmet ali Çelebi Mehmet), sultan Osmanskega cesarstva od leta 1413 do smrti, * 1389, Odrin, Osmansko cesarstvo, † 26. maj 1421, Odrin, Osmansko cesarstvo.
Mehmed I. je bil sin sultana Bajazida I. in Devlet Hatun, hčerke germijanskega Jakub Šaha. Imel je imel več nadimkov: Kirişçi, ki pomeni tistega, ki nekaj nosi oziroma je trden kot steber, Drugi ustanovitelj Osmanskega cesarstva in Çelebi, ki pomeni Gospod.

## Vladanje
Po porazu Bajazida I. v bitki pri Ankari leta 1402 se je v Osmanskem cesarstvu začela nasledstvena državljanska vojna med Mehmedom in njegovima bratoma Iso in Muso. Mehmed je najprej uničil vojsko brata Isa, potem pa še vojsko brata Musa. Po tej zmagi je leta 1413 postal edini preživeli sin in naslednik že deset let mrtvega sultana Bajazida I.. 
Po prihodu na prestol je obnovil cesarstvo in premestil prestolnico iz Burse v Odrin. Osvojil je dele Albanije, turški emirat Candaroğlu in Armensko Kilikijsko kraljestvo, ki je bilo pod oblastjo egiptovskih mamelukov, kljub temu pa je priznaval nadoblast in bizantinskega cesarja. Njegova politika je bila kljub manjšim vojnam v Albaniji in Mali Aziji dokaj miroljubna.
Umrl je naravne smrti, star komaj 32 let. Pokopali so ga v Istanbulu v mavzoleju, ki si ga je zgradil sam v bližini slavne Zelene mošeje (Yeşil Cami). Mošeja je najlepši primer saracenske arhitekture. Dokončal je tudi gradnjo mogočne mošeje v Bursi, ki jo je začel graditi njegov ded Murat I., a so dela med vladanjem Bajazida I. zastala. 

## Družina
Mehmed I. je imel dve ženi
- Şehzade Kumru Hatun, hčerko amazijskega paše, in
- Emine Hatun, ki je bila hčerka dulkadiroğlujskega bega Mehmeda Sulija in mati Mehmedovega naslednika Murata II.

Z obema ženama je imel osem sinov in šest hčera.

## Zapuščina
Mehmed I. je med svojim kratkotrajnim vladanjem vodil miroljubno politiko, da bi postopoma obnovil državo, ki je bila uničena zaradi nasledstvene vojne. Bil je velikodušen pokrovitelj literature in umetnosti. 
Avstrijski orientalist Joseph von Hammer-Purgstall je obdobje njegovega vladanja ocenil kot ″obdobje, v katerem je prvič v zgodovini Osmanskega cesarstva začel prevladovati popoln okus za literaturo in poezijo″.